# Urania boisduvalii
Urania boisduvalii är en fjärilsart som beskrevs av Guérin-meneville 129/44. Urania boisduvalii ingår i släktet Urania och familjen Uraniidae. Inga underarter finns listade i Catalogue of Life.